# Fiat 4
Fiat 4 – samochód osobowy produkowany przez FIAT-a w latach 1910–1918. 
Był to samochód wyższej klasy, wyposażony w silnik dolnozaworowy o pojemności 5699 cm3 i mocy 45 KM (przy prędkości obrotowej 1600 rpm) umieszczony z przodu. Napęd na koła tylnej osi, poprzez czterobiegową skrzynkę biegów (plus bieg wsteczny), przekazywany był za pomocą wału napędowego. Skrzynka biegów znajdowała się w osobnej obudowie, niezależnej od silnika. Wał napędowy znajdował się w wydłużonej obudowie mieszczącej również mechanizm różnicowy z półosiami i stanowiącej tylną oś samochodu. Prędkość maksymalna wynosiła do 100 km/h a zużycie paliwa sięgało 26 l/100km. Od 1915 roku samochód wyposażony był w instalację elektryczną o napięciu 12 V.
Wyprodukowano 684 egzemplarze w różnych zabudowach nadwozia.
W latach 1910–1911 w oparciu o podwozie Fiata 3 lub Fiata 4 wyprodukowano ok. 50 egzemplarzy samochodu Fiat 7 wyposażonego w sześciocylindrowy silnik o pojemności 3920 cm3 i mocy 25 KM co pozwalało na osiągnięcie prędkości maksymalnej 75 km/h. Do przeniesienia napędu służył wał napędowy. Prawdopodobnie nie zachowały się żadne zdjęcia tego pojazdu.